# Kopli poolsaar
Kopli poolsaar (Koplihalvön) är en halvö i landskapet Harjumaa i norra Estland. Den ligger i huvudstaden Tallinn, cirka fem kilometer nordväst om stadens centrum. Den avgränsas av vikarna Kopli laht i väst, Paljassaare laht i norr och Tallinna reid i öster som alla ingår i den större Tallinnbukten. På halvön ligger stadsdelen Kopli som utgör en del av stadsdistriktet Põhja-Tallinn. Halvöns nordvästra udde kallas Kopli neem (även Teliskopli neem) och i nordöst ligger udden Paljassaare poolsaar. 
Årsmedeltemperaturen i trakten är 5 °C. Den varmaste månaden är augusti, då medeltemperaturen är 18 °C, och den kallaste är januari, med −8 °C.
I området levde flera Balttyskar och det tyska namnet för halvön är Ziegelskoppel. Namnet syftar på ett tegelbruk (tyska: Ziegelei) som fanns här sedan 1300-talet och samt på en hästhage (tyska: Koppel). Sedan 1415 var en mindre fiskeverksamhet aktiv på halvön men det fanns ingen riktig fiskareby. Året 1774 inrättades Estlands största kyrkogård för Balttyskar här (idag Kopli kyrkogårdspark). Under 1900-talet tillkom mindre skeppsvarv.